# ×Ammocalamagrostis
× Ammocalamagrostis là một chi thực vật có hoa trong họ Hòa thảo (Poaceae).

## Loài
Chi × Ammocalamagrostis gồm các loài: